# Solon (Maine)
Solon è un comune degli Stati Uniti d'America, situato nello Stato del Maine, nella contea di Somerset.